# Bertoldo IV d'Andechs
Bertoldo IV (1159 circa – 12 agosto 1204) fu conte di Andechs, primo duca di Merania dal 1180 alla morte, margravio d'Istria dal 1188 alla morte e margravio di Carniola dal 1188 alla morte.

## Biografia
Era figlio di Bertoldo III († 1188), dal quale ereditò il titolo comitale e quello di margravio d'Istria e di Carniola, e di Edvige di Wittelsbach.
È il più celebre esponente di una potente famiglia feudale tedesca che traeva il suo nome dal castello di Andechs, nell'Alta Baviera, che possedette a partire dal 1100 circa.
Bertoldo IV conquistò importanti territori nei vescovati di Trento, Coira e Bressanone: salì a grande importanza in Tirolo e nella Val Pusteria, imponendosi agli altri feudatari.
Tra il 1180 ed il 1182 ottenne dall'imperatore Federico I Barbarossa i ducati di Croazia e Dalmazia e nel 1194 adottò il titolo di duca di Merania (ovvero, "terre lungo il mare"). Prese parte alla crociata del 1197 e ne fu uno dei principali comandanti. Firmò la dichiarazione dei principi di Spira del 1199, risultando sostenitore degli Staufer nella disputa sul trono tedesco.

## Matrimonio e discendenza
Bertoldo sposò nel 1180 Agnese di Rochlitz (†25 marzo 1195), della famiglia dei Wettin, figlia di Dedo V dei Feisten, margravio di Lusazia, conte di Groitzsch e signore di Rochlitz.
Da Agnese egli ebbe:
- Ottone († Besançon, 7 maggio 1234), dal 1205 conte di Merania, dal 1211 Conte Palatino di Borgogna, dal 1228 al 1230 margravio dell'Istria, sposò il 21 giugno 1208 a Bamberga, Beatrice di Staufen († 7 maggio 1231), figlia di Ottone I di Borgogna; sposò in seconde nozze Sofia di Anhalt († 1273 o 1274), figlia di Enrico I di Anhalt della dinastia ascanide;
- Enrico II d'Istria († Windischgraz, 18 luglio 1228), dal 1205 margravio dell'Istria e Carniola, messo al bando dal 1209 al 1211 in quanto presunto partecipante all'omicidio del Re dei Romani Filippo di Svevia; sposò (prima del 1207) Sofia di Weichselburg († 28 febbraio 1256);
- Eckbert di Bamberga († Vienna, 6 giugno 1237), dal 1234 tutore del duca Ottone III di Borgogna, dal 1192 prevosto di San Gangolf a Bamberga, dal 1203  al 1237 vescovo di Bamberga;
- Bertoldo di Merania († 23 maggio 1251), dal 1212 arcivescovo di Kalocsa, dal 1218 Patriarca di Aquileia;
- una figlia (nome non noto), andata sposa il 24 aprile 1190 a Toljen del casato dei Nemanjiden;
- Agnese di Merania (1175 – Poissy, 29 luglio 1201), andata sposa il 1º giugno 1196 a Filippo Augusto, re di Francia, dal quale ebbe due figli,[1] Venne sepolta nell'abbazia reale di Saint-Corentin, a Septeuil, una quindicina di chilometri a sud di Mantes-la-Jolie.
- Gertrude di Merania († 8 settembre 1213), sposò prima del 1203 Andrea II, futuro re d'Ungheria (1175 – 1235), re dal 1205. Cadde vittima di una congiura di nobili magiari, che la ritenevano colpevole di aver favorito i suoi connazionali tedeschi, e venne assassinata nella foresta di Pilis;
- Edvige (Andechs, 1174 – Trzebnica, 1243), sposò nel 1186 Enrico I il Barbuto (1163 – 1238), divenendo duchessa di Slesia e Polonia. Rimasta vedova, si fece monaca cistercense a Trzebnica; fu proclamata santa da Papa Clemente IV nel 1267;
- Mechtilde († 1 dicembre 1254), da prima del 1214 fu suora in San Teodoro a Bamberga, e dal 1215 badessa di Kitzingen.

## Ascendenza
|                                            |                       |                                                 | Genitori               |  |  | Nonni |  |  | Bisnonni |  |  | Trisnonni |  |
|                                            |                       |                                                 |                        |  |  |       |  |  | …        |  |  | …         |  |
|                                            |                       |                                                 |                        |  |  |       |  |  | …        |  |  | …         |  |
|                                            |                       | …                                               |                        |  |  |       |  |  | …        |  |  |           |  |
| Bertoldo II d'Andechs                      |                       |                                                 |                        |  |  |       |  |  | …        |  |  |           |  |
|                                            |                       | …                                               | …                      |  |  |       |  |  |          |  |  |           |  |
|                                            |                       | …                                               | …                      |  |  |       |  |  |          |  |  |           |  |
|                                            |                       | …                                               | …                      |  |  |       |  |  |          |  |  |           |  |
| Bertoldo I d'Istria                        |                       | …                                               |                        |  |  |       |  |  |          |  |  |           |  |
|                                            |                       | Poppo II di Carniola                            | Ulrico I di Carniola   |  |  |       |  |  |          |  |  |           |  |
|                                            |                       | Poppo II di Carniola                            | Ulrico I di Carniola   |  |  |       |  |  |          |  |  |           |  |
|                                            |                       | Poppo II di Carniola                            | Sofia d'Ungheria       |  |  |       |  |  |          |  |  |           |  |
| Sofia di Carniola                          |                       | Poppo II di Carniola                            |                        |  |  |       |  |  |          |  |  |           |  |
|                                            |                       | Riccarda d'Istria                               | Engelberto di Sponheim |  |  |       |  |  |          |  |  |           |  |
|                                            |                       | Riccarda d'Istria                               | Engelberto di Sponheim |  |  |       |  |  |          |  |  |           |  |
|                                            |                       | Riccarda d'Istria                               | …                      |  |  |       |  |  |          |  |  |           |  |
| Bertoldo IV di Andechs                     |                       | Riccarda d'Istria                               |                        |  |  |       |  |  |          |  |  |           |  |
|                                            | Eccardo I di Scheyern | Ottone I di Scheyern                            |                        |  |  |       |  |  |          |  |  |           |  |
|                                            | Eccardo I di Scheyern | Ottone I di Scheyern                            |                        |  |  |       |  |  |          |  |  |           |  |
|                                            | Eccardo I di Scheyern | Haziga di Dießen                                |                        |  |  |       |  |  |          |  |  |           |  |
| Ottone IV di Wittelsbach                   | Eccardo I di Scheyern |                                                 |                        |  |  |       |  |  |          |  |  |           |  |
|                                            |                       | Riccarda di Carniola                            | Ulrico I di Carniola   |  |  |       |  |  |          |  |  |           |  |
|                                            |                       | Riccarda di Carniola                            | Ulrico I di Carniola   |  |  |       |  |  |          |  |  |           |  |
|                                            |                       | Riccarda di Carniola                            | Sofia d'Ungheria       |  |  |       |  |  |          |  |  |           |  |
| Edvige di Wittelsbach                      |                       | Riccarda di Carniola                            |                        |  |  |       |  |  |          |  |  |           |  |
|                                            |                       | Federico III di Pettendorf-Lengenfeld-Hopfenohe | …                      |  |  |       |  |  |          |  |  |           |  |
|                                            |                       | Federico III di Pettendorf-Lengenfeld-Hopfenohe | …                      |  |  |       |  |  |          |  |  |           |  |
|                                            |                       | Federico III di Pettendorf-Lengenfeld-Hopfenohe | …                      |  |  |       |  |  |          |  |  |           |  |
| Heilika di Pettendorf-Lengenfeld-Hopfenohe |                       | Federico III di Pettendorf-Lengenfeld-Hopfenohe |                        |  |  |       |  |  |          |  |  |           |  |
|                                            |                       | …                                               | …                      |  |  |       |  |  |          |  |  |           |  |
|                                            |                       | …                                               | …                      |  |  |       |  |  |          |  |  |           |  |
|                                            |                       | …                                               | …                      |  |  |       |  |  |          |  |  |           |  |
|                                            |                       | …                                               |                        |  |  |       |  |  |          |  |  |           |  |